# Catherine Cusset
Catherine Cusset (Parigi, 1963) è una scrittrice francese.

## Biografia
Nata a Parigi nel 1963, vive e lavora a New York con il marito e la figlia.
Laureata all'École normale supérieure e all'Università Yale, ha insegnato in quest'ultima la letteratura francese del XVIII secolo per 12 anni dal 1991 al 2002.
Ha esordito nella narrativa nel 1990 con La Blouse roumaine e da allora ha pubblicato al 2018 due saggi e altri 12 romanzi che affrontano tematiche quali l'erotismo, la famiglia e l'adulterio spesso ispirati a vicende autobiografiche.
Tra i premi letterari ottenuti si ricorda il Prix Goncourt des lycéens del 2008 per l'opera Ai miei non piaci molto, lo sai.

## Opere

### Romanzi
- La Blouse roumaine (1990)
- En toute innocence (1995)
- À vous (1996)
- Jouir (1997)
- Il problema con Jane (Le Problème avec Jane, 1999), Firenze, Le Lettere, 2006 traduzione di Domitilla Marchi ISBN 88-7166-910-X.
- La Haine de la famille (2001)
- Confessioni di una spilorcia (Confessions d'une radine, 2003), Firenze, Le Lettere, 2004 traduzione di Domitilla Marchi ISBN 88-7166-829-4.
- Amours transversales (2004)
- Ai miei non piaci molto, lo sai (Un brillant avenir, 2008), Torino, Einaudi, 2009 traduzione di Monica Capuani ISBN 978-88-06-19782-7.
- Indigo (2013)
- Une éducation catholique (2014)
- L'Autre qu'on adorait (2016)
- Vie de David Hockney (2018)

### Saggi
- Les Romanciers du plaisir (1998)
- New York - Journal d'un cycle (2009)

## Alcuni riconoscimenti
- Grand prix des lectrices de Elle: 2000 per Il problema con Jane
- Ordre des arts et des lettres: nominata Cavaliere nel 2007
- Prix Goncourt des lycéens: 2008 per Ai miei non piaci molto, lo sai
- Prix Anaïs-Nin: 2018 per Vie de David Hockney